# دارين سميث (لاعب كرة قدم)
دارين سميث (بالإنجليزية: Darren Smith)‏ (4 يونيو 1980 بإدنبرة في المملكة المتحدة - ) هو لاعب كرة قدم بريطاني في مركز جناح. لعب مع ريث روفرز ونادي بريتشين سيتي ونادي إيست فيف ونادي ألوا أثليتيك ونادي ستيرلينغ ألبيون وبيرويك راينجرز ونادي اربوراث وموسيلبيرج أثليتيك ‏.

## وصلات خارجية
- دارين سميث على موقع قاعدة بيانات كرة القدم.إي يو (الإنجليزية)
- دارين سميث على موقع Soccerbase.com (لاعب) (الإنجليزية)